# Potoki, Kobarid
Potoki so naselje v Občini Kobarid.